# Gnjilica
Gnjilica (en serbe cyrillique : Гњилица) est un village de Serbie situé dans la municipalité de Raška, district de Raška. Au recensement de 2011, il comptait 159 habitants.

## Démographie
| 1948 | 1953 | 1961 | 1971 | 1981 | 1991 | 2002 | 2011 |
| ---- | ---- | ---- | ---- | ---- | ---- | ---- | ---- |
| 553  | 608  | 634  | 548  | 339  | 260  | 228  | 159  |

|  |